# Матка (каньйон)

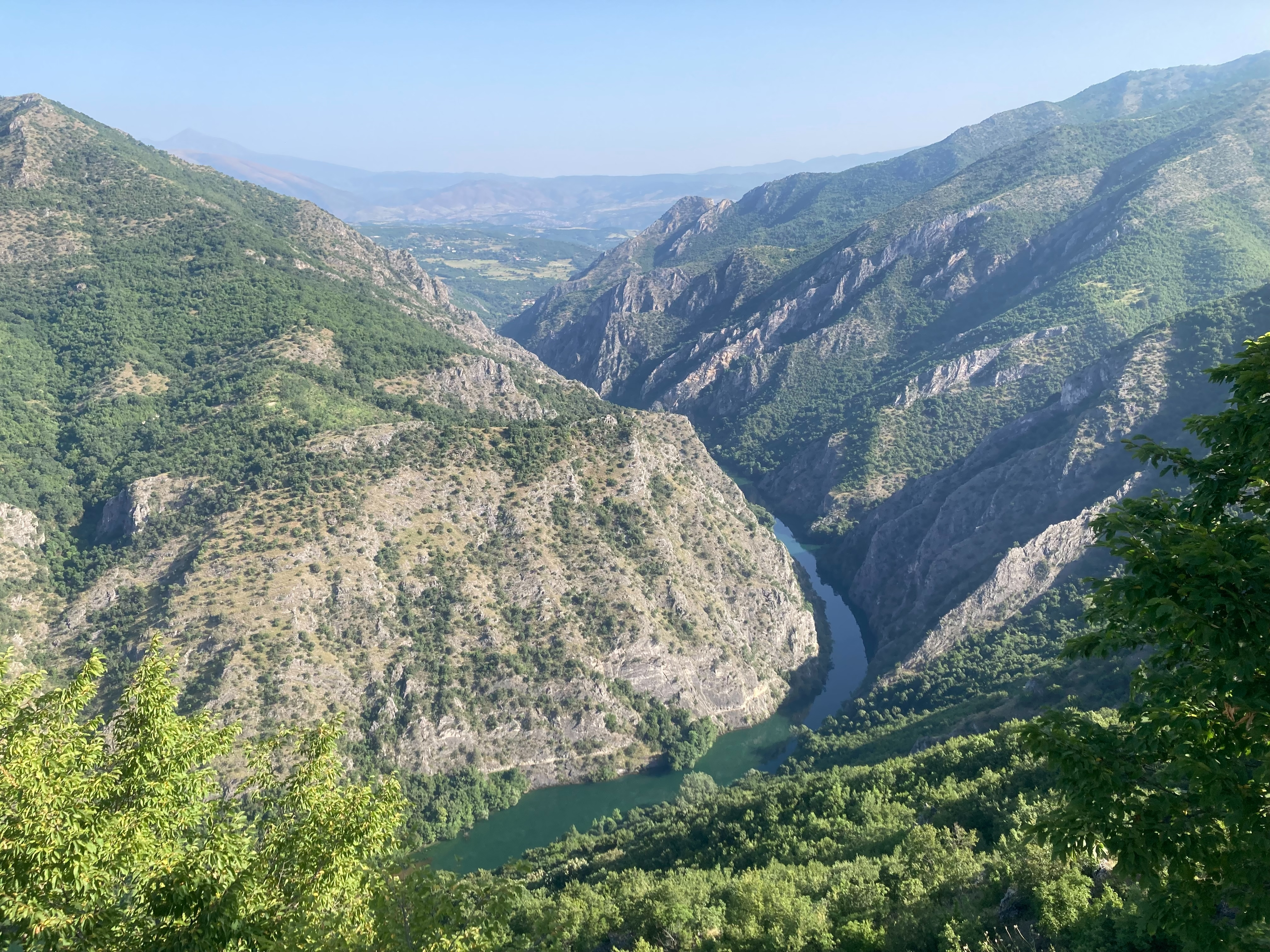
Каньйон Матка

Матка (мак. Матка) — мальовничий каньйон долини річки Треска, притоки Вардара, в Македонії. Пам'ятка природи площею близько 5 тис. га. Каньйон розташований за 17 км на південний захід від міста Скоп'є. У каньйоні збудовано 3 середньовічних православних монастиря: Святого Миколи, Святого Андрія та Успіння Святої Богородиці. Матка є одним з найпопулярніших місць відпочинку мешканців Скоп'є. В ущелині збудована гребля ГЕС і створено штучне водосховище — озеро Матка.

## Геологія

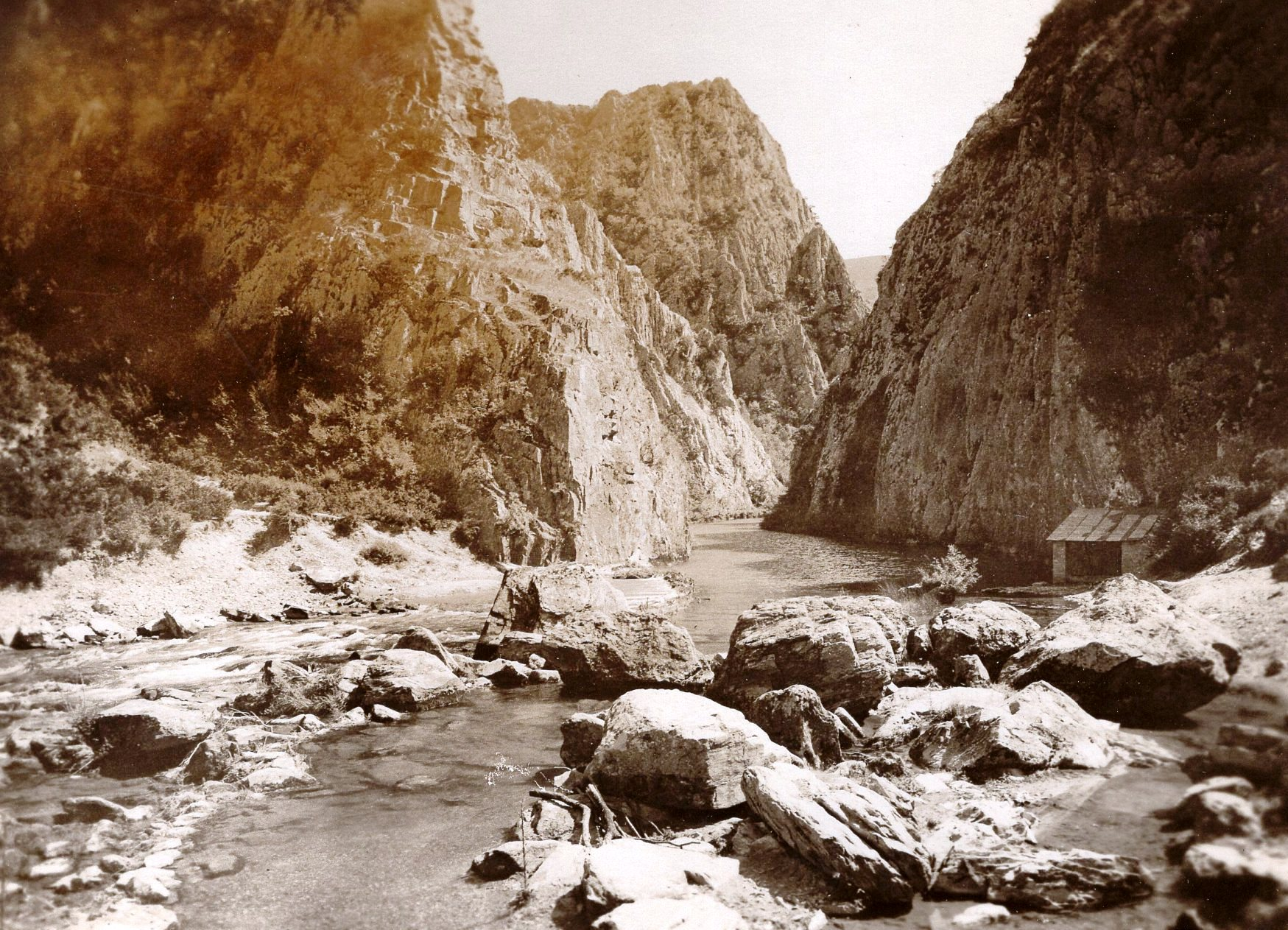
Фото 1930

Під час довгої геологічної історії вертикальної ерозій води річки Треска заглибились більш ніж на 1000 м вглиб корінних порід, розширивши долину до 250 м. На схилах каньйону знаходяться виходи 10 печер, найвідоміша з яких Врело, які залишаються недослідженими в повній мірі. Найкоротша печера має довжину близько 20 м найдовша — 176 м (досліджених коридорів). Печера Врело знаходиться на правому березі річки Треска. У печері багато сталактитів, найбільший з яких називається «Шишка». Печеру було включено до списку топ-77 нових чудес природи, проекту New7Wonders of Nature. У найдальшій частині печери знаходяться два озера, одне більше (35 м завдовжки, 18 м завглибшки), інше менше за розміром (8 м завдовжки, 15 м завглибшки). Деякі дослідники печери припускають, що печера Врело може бути найглибшою підводною печерою в світі. У каньйоні знаходяться дві карстові ями глибиною 35 м.

## Природа
У каньйоні Матка досить ендемічна флора (20% видів рослин) та фауна комах (77 ендемічних видів метеликів) — це головна приваблива сторона даної пам'ятки. У печерах каньйону мешкає велика популяція рукокрилих.

## Галерея

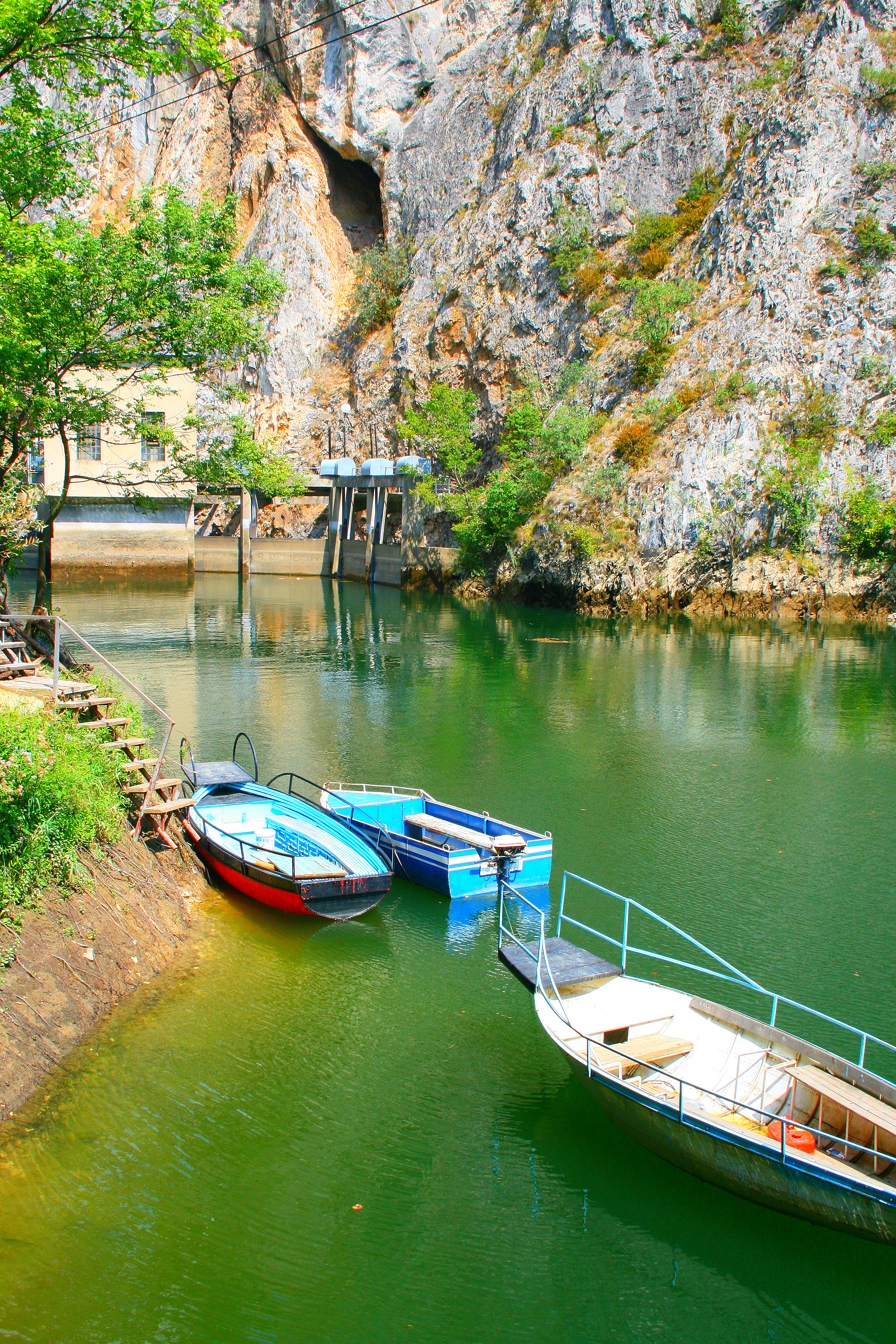
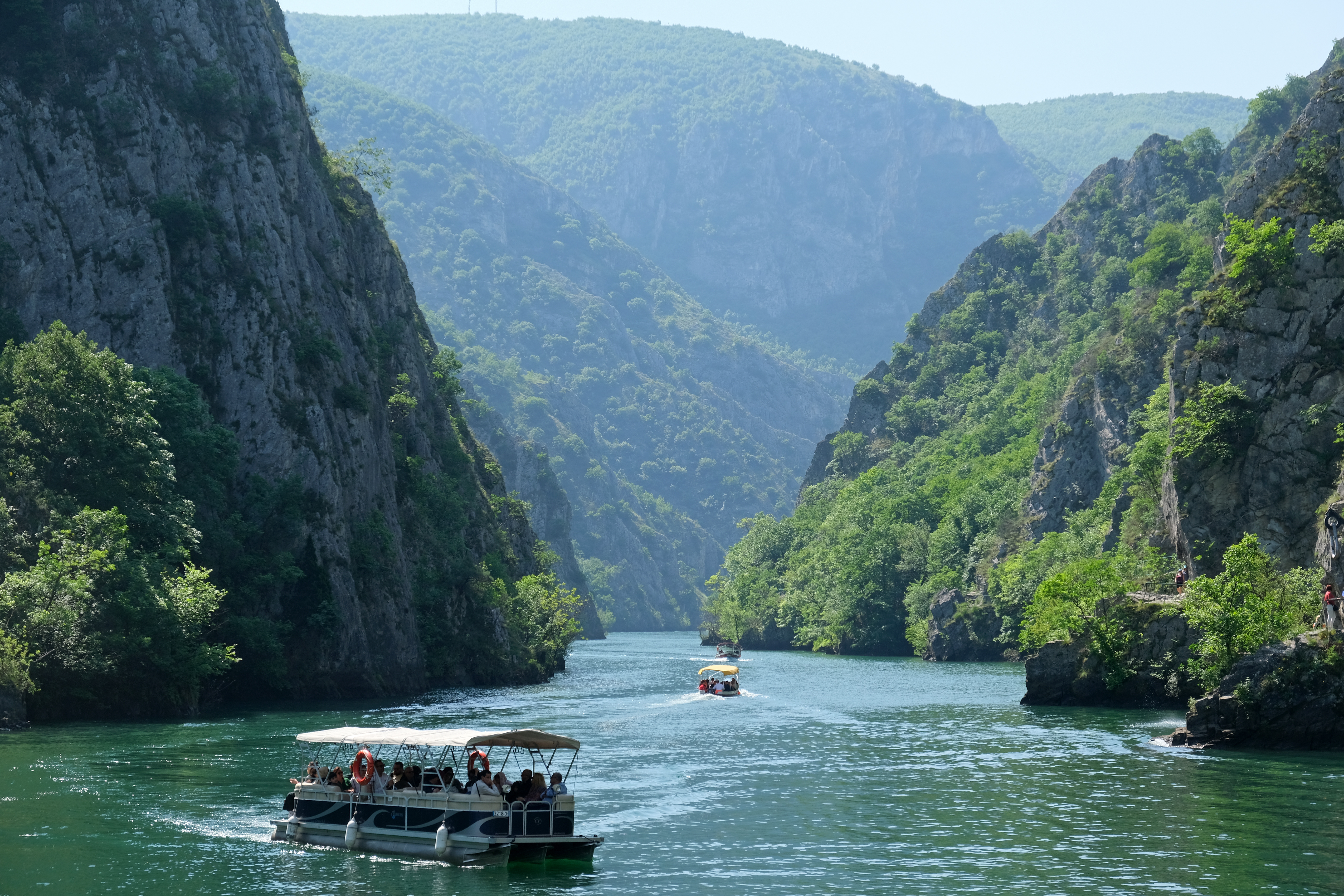
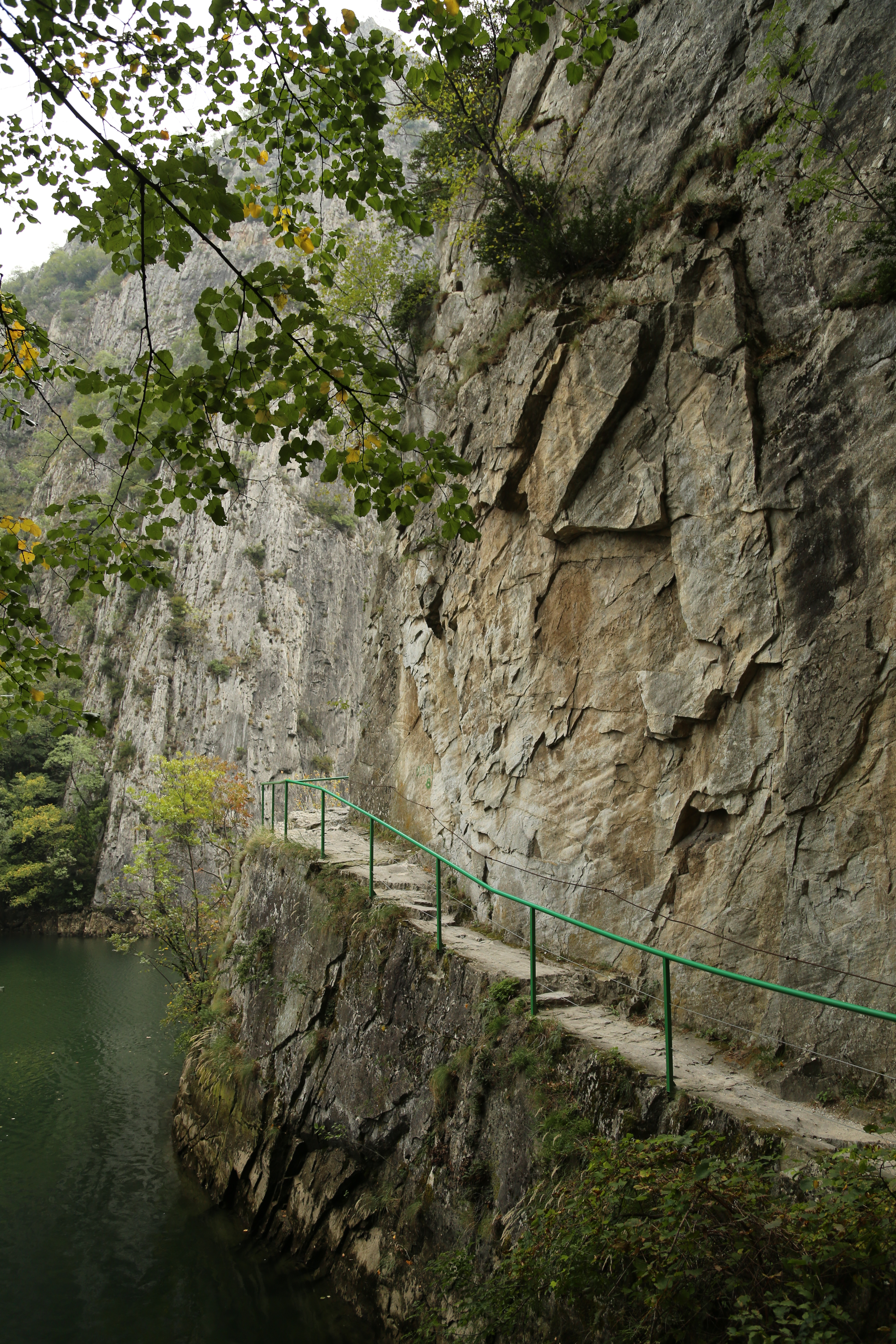
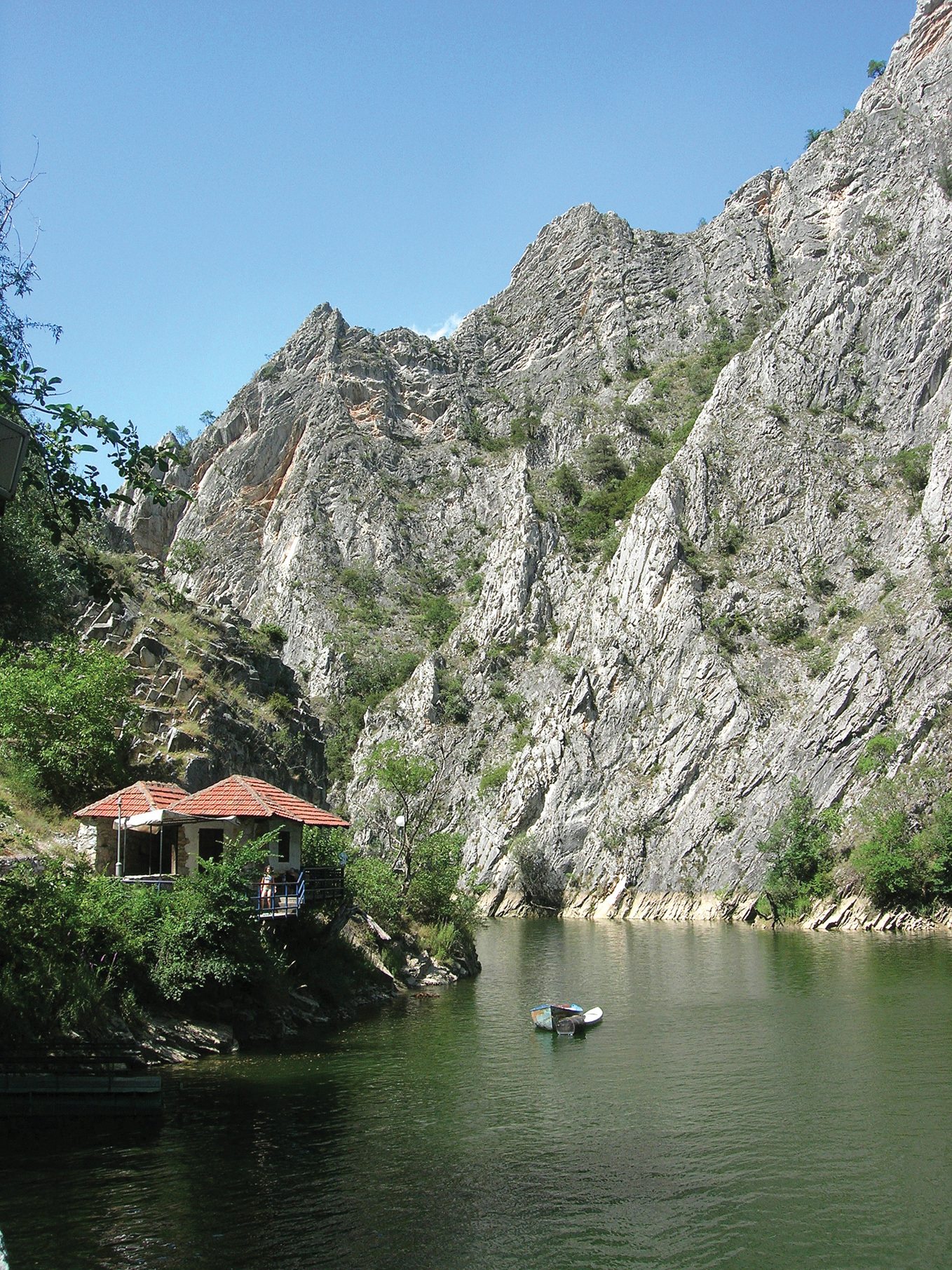
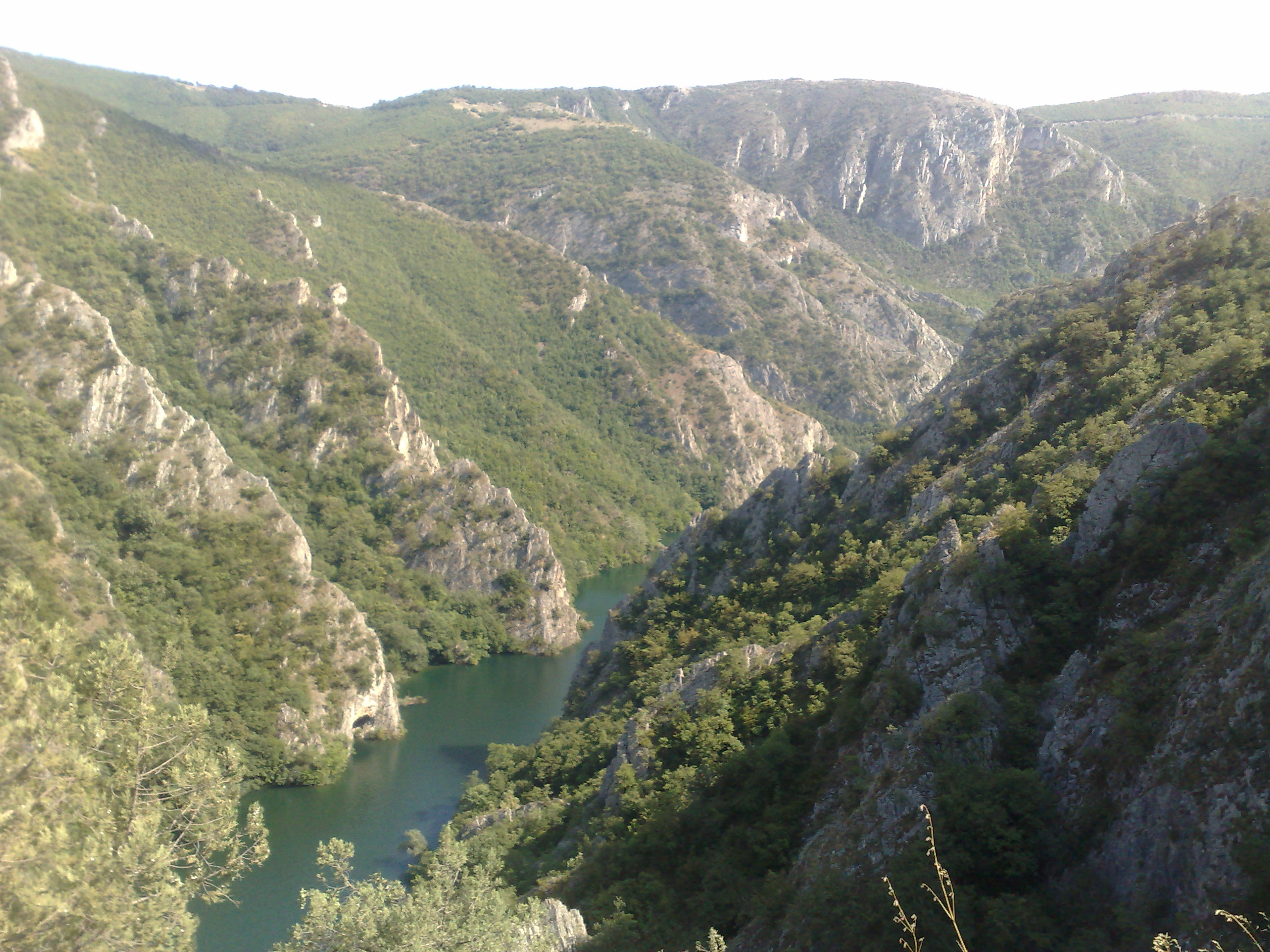
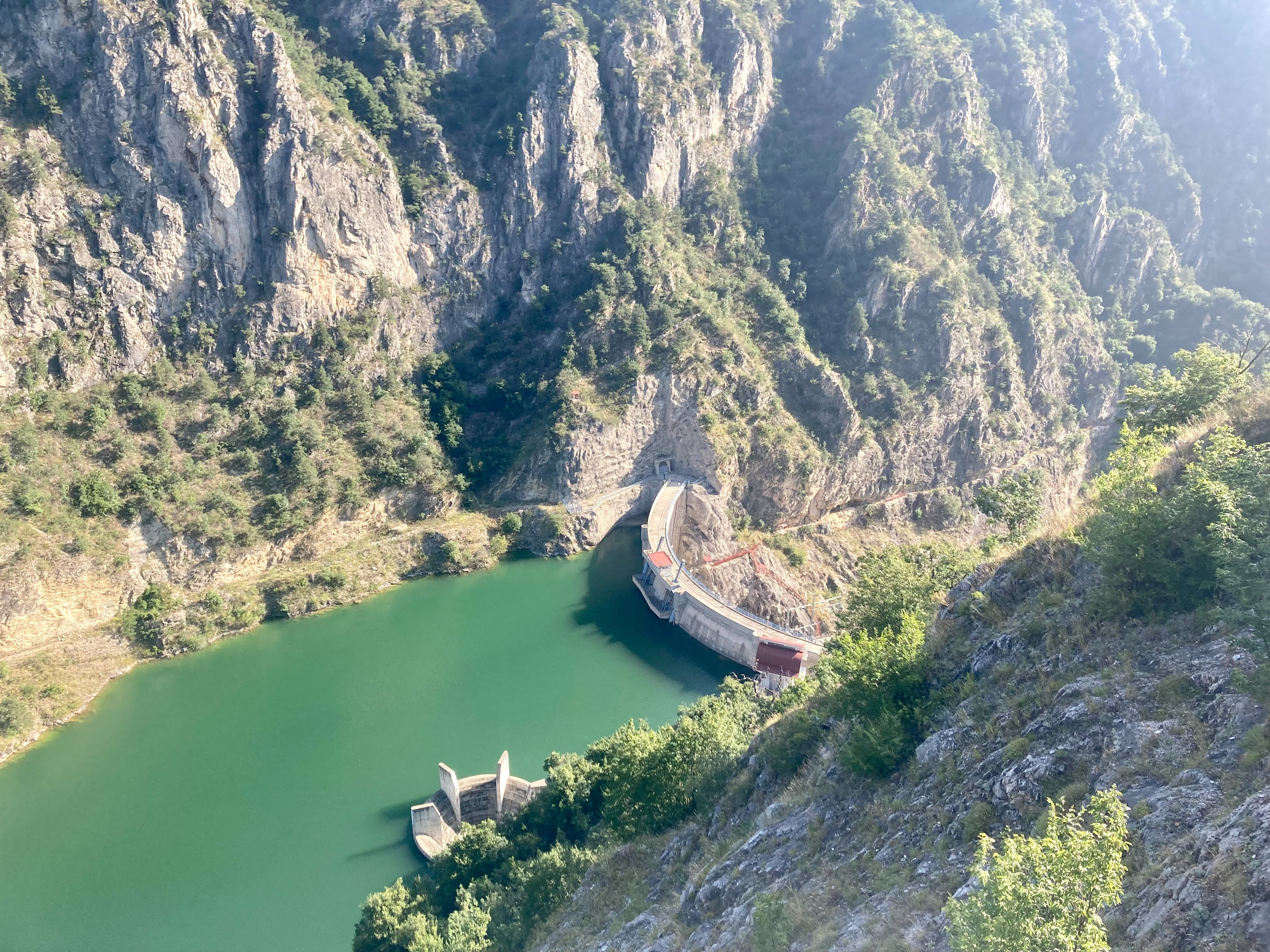
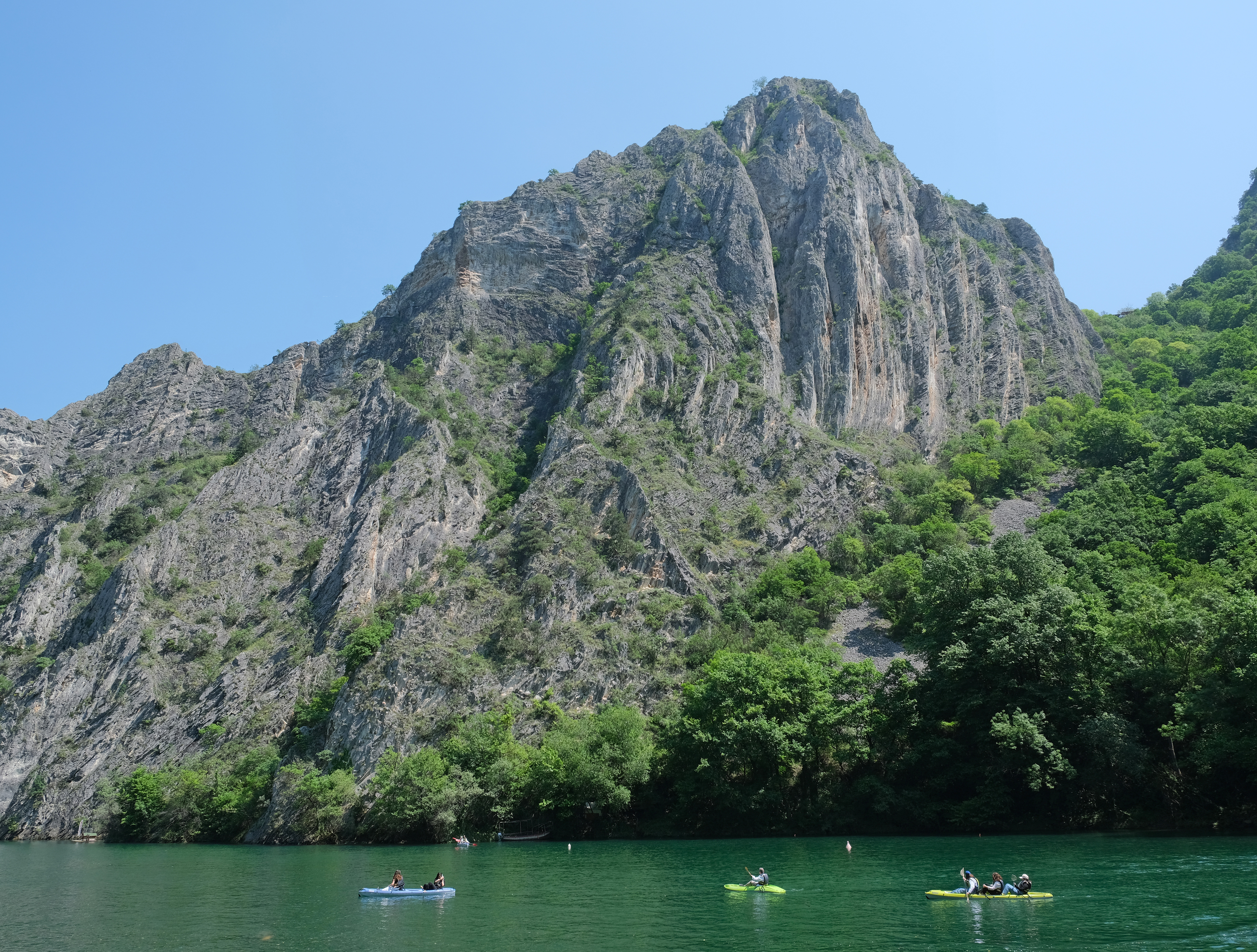
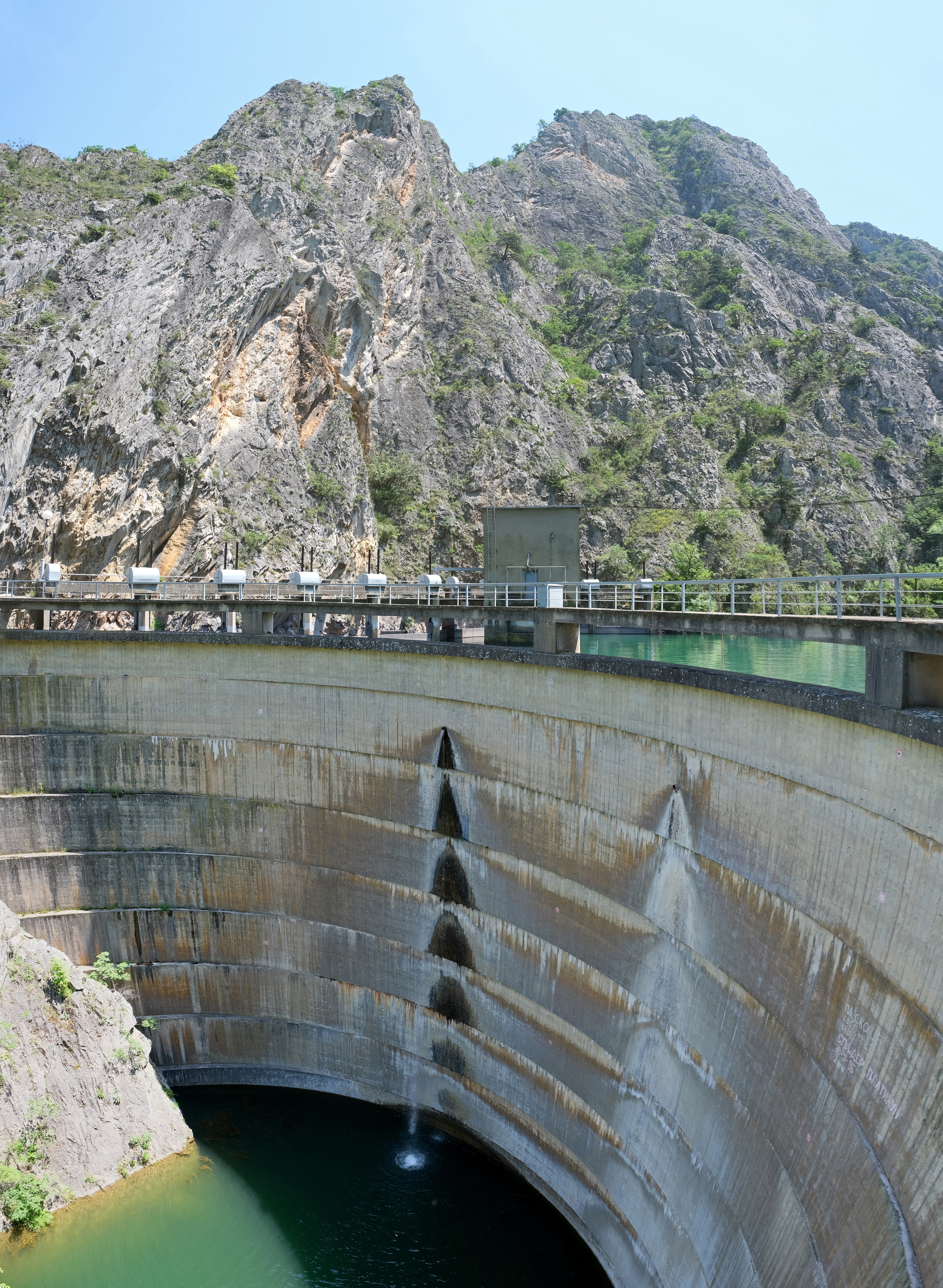

## Монастирі
У каньйоні збудовано 2 середньовічних православних монастиря: Святого Миколая (мак. Манастир Свети Никола) та Успіння Святої Богородиці (мак. Манастир Успение на Пресвета Богородица); 3 православні храми: Святого Андрія (мак. Свети Андреја), Святого Спасу (мак. Свети Спас) — залишки ранньохристиянських церков Святої Трійці та Святого Георгія, Святого Тижня (мак. Света Недела).
|                         |                               |                       |
| Монастир Святого Миколи | Монастир Успіння Матері Божої | Церква Святого Андрія |